# Acropora cardenae
Acropora cardenae är en korallart som beskrevs av Wells 1986. Acropora cardenae ingår i släktet Acropora och familjen Acroporidae. IUCN kategoriserar arten globalt som otillräckligt studerad. Inga underarter finns listade i Catalogue of Life.